# Kentarō Haneda
Kentarō Haneda, genannt Haneken, (jap. 羽田 健太郎, Haneda Kentarō; * 12. Januar 1949 in Tokio; † 2. Juni 2007 in Shinjuku, Tokio) war ein japanischer Komponist und Klavierspieler, der vor allem wegen seiner Anime-, Film- und Videospielmusik bekannt ist.
Im Jahr 1981 wurde er für einen Japanese Academy Award in der Kategorie Beste Musik für die Filmmusik des Spielfilms Fukkatsu no Hi (deutscher Titel: Overkill – Durch die Hölle zur Ewigkeit) von 1980 nominiert. Er komponierte unter anderem auch die Filmmusik für die Animeserie Die Schatzinsel (1978) und für beide Anime-Adaptionen von Barfuß durch Hiroshima (1982, 1986).
Er starb am 2. Juni 2007 an einem Leberzellkarzinom im Alter von 58 Jahren.